# Devade mongolica
Espèce
Devade mongolica est une espèce d'araignées aranéomorphes de la famille des Argyronetidae.

## Répartition
Cette espèce se rencontre en Mongolie et en Chine au Xinjiang,.

## Description
La femelle holotype mesure 3,2 mm.
Le mâle décrit par Wang, Yang, Marusik et Zhang en 2025 mesure 3,02 mm et la femelle 3,02 mm.

## Systématique et taxinomie
Cette espèce a été décrite par Esyunin et Marusik en 2001.

## Étymologie
Son nom d'espèce lui a été donné en référence au lieu de sa découverte, la Mongolie.

## Publication originale
- Esyunin & Marusik, 2001 : « A new species of the genus Devade Simon, 1884 from Mongolia, with notes on D. tenella (Tyshchenko, 1965) (Aranei: Dictynidae). » Arthropoda Selecta, vol. 9, no 2, p. 129-131.